# El Pedroso de la Armuña
El Pedroso de la Armuña è un comune spagnolo di 302 abitanti situato nella comunità autonoma di Castiglia e León.